# De Bie (familie)
De Bie was een notabele Antwerpse familie, van wie een paar leden adellijke status verwierven.

## Genealogie
De familie de Bie behoorde vanaf de dertiende eeuw tot de notabelen van Antwerpen.
- Ambrosius de Bie.
  - Willem de Bie trouwde in 1286 met Alexis van Lier.
    - Willem de Bie, woonachtig in Breda, heer van Voort, x Margareta van Quarible.
      - Jan de Bie, x Marie de Roover.
        - Ysebrand de Bie, x Jacqueline Zyl, woonachtig in Delft.
          - Gerard de Bie, x Cornelia van Woort. Ze hadden tien kinderen.
            - Willem de Bie (†1574), raadsheer van de koning Denemarken, x Louisa van Assenvelt.
              - Elie de Bie (†1626), woonachtig in Delft, x Cornelia Comperis. Ze hadden elf kinderen.
                - Gerard de Bie (†1634), x Sara Gulden.
                  - Alexander de Bie (†1669), x Henriette de Winter († 1674).
                    - Henri de Bie (†1694), x Anna Gevers.
                      - Leonard de Bie (1672-1716), hoofdaalmoezenier in Antwerpen, x Thérèse de Nollet (†1736). Ze hadden zes kinderen.
                        - Thomas-Joseph de Bie (1709-1784), hoofdaalmoezenier van Antwerpen, x Jeanne de Coninck (†1770).
                          - Joseph-François de Bie (1752-1808), x Thérèse Ullens (†1804).

## Geschiedenis
- In 1784 verleende keizer Jozef II erfelijke adel aan Joseph-François de Bie. Hij was directeur van de Antwerpse Assurantiemaatschappij, assessor van de Berg van Barmhartigheid en agent van de koning van Denemarken. Hij was getrouwd met Thérèse Ullens. Het echtpaar emigreerde naar Duitsland tijdens de revolutiejaren.
- In 1822 werd onder het Verenigd Koninkrijk der Nederlanden erkenning in de erfelijke adel verleend aan Joseph en Antoine de Bie, zoons van Joseph-François. De erkenning ging niet door, omdat de beide broers niet overgingen tot het lichten van de open brieven.
- In 1839, onder het Belgische koninkrijk aanvaardden beide broers dan toch de adelserkenning.

## Joseph de Bie
Joseph Léonard Antoine de Bie (Antwerpen, 19 mei 1785 - Gent, 21 februari 1860) was onderintendant van Antwerpen en ontvanger van belastingen in Mechelen. Hij trouwde in Gent in 1809 met Isabelle de Moor (1790-1846). Ze hadden een zoon en een dochter, maar zonder verdere afstamming. Bij de dood van hun dochter Marie-Jeanne in 1879 doofde de familie de Bie uit. De zoon Joseph was al in 1842 ongehuwd overleden.

## Antoine de Bie
Antoine Joseph Michel de Bie (Hildesheim, 1 oktober 1795 - Antwerpen, 10 maart 1846) werd archivaris voor de provincie Antwerpen en arrondissementscommissaris voor Antwerpen. Hij werd ook luitenant-kolonel van de Burgerwacht. Hij bleef vrijgezel.